# ラズダン・スタジアム
ラズダン・スタジアム(アルメニア語: Հրազդան մարզադաշտ)は、アルメニアのエレバンにあるキャパシティ53849名収容の多目的スタジアムである。

## 概要
1971年に、カルースト・グルベンキアン財団の支援を受けて完成。主にサッカーの試合が中心であり、最多入場者数は1975年のUEFAチャンピオンズカップのFCアララト・エレバン対バイエルン・ミュンヘン戦の75000名である。
アルメニアが独立した後はサッカーアルメニア代表の試合が多く行われておりUEFA欧州選手権予選でもフランス、トルコ戦等が行われた。また、アルメニア独立カップの決勝戦が同会場で開催されている。